# Hvammsfjörður
Hvammsfjörður är en fjord i republiken Island.   Den ligger i regionen Västlandet, i den västra delen av landet, 110 km norr om huvudstaden Reykjavík.